# Černohorské korunovační klenoty

Státní znak Černé Hory, kde jsou klenoty zobrazeny (orlice, korunovaná královskou korunou, držící žezlo a jablko)

Černohorské královské korunovační klenoty (černohorsky: Краљевски  драгуљи Црне Горе) je soubor drahocenných předmětů, které se používaly při slavnostních situacích , zejména při korunovaci  černohorských králů. 

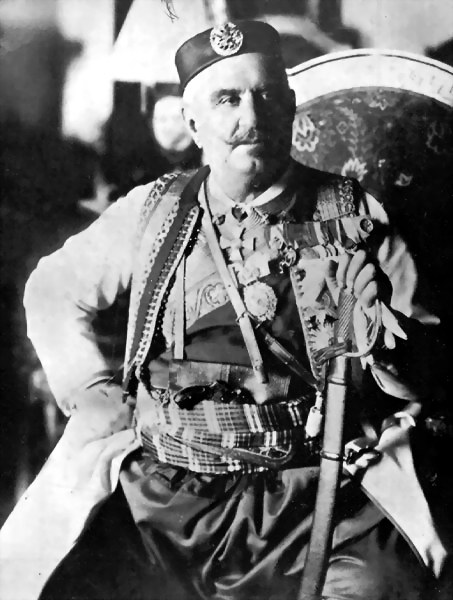
Král Nikoly I., sedící na černohorském trůně a držící mj. i královský meč

Jelikož existovalo Černohorské království pouhých 8 let (1910 - 1918, Nezávislý stát Černá Hora bylo sice také království, ovšem nikdy nemělo panovníka a bylo pouze kontrolováno Benitem Mussolinim), byly korunovační klenoty použity jen jednou - a to při korunovaci krále Nikoly I. 
Soubor zahrnuje trůn, černohorskou královskou korunu (1908), královninu korunu (1908), černohorské královské žezlo (1908), meč krále Nikoly I. (1897), černohorské královské jablko (1908), korunu korunního prince (1910), pečeť a korunku princezny Xenie. Součástí klenotů jsou i čepice krále Nikoly I. a královny Mileny a historická koruna Štěpána Dušana, kterou se nechal král Nikola I. roku 1910 korunovat.
Soubor klenotů zahrnuje:

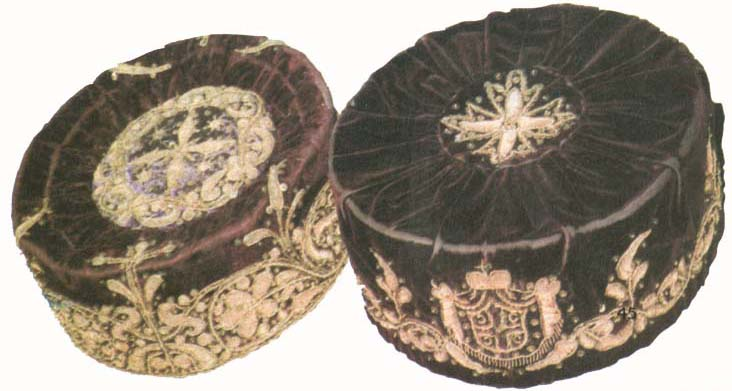
Čepice krále Nikoly I. (na čele se znakem Srbského knížectví) a královny Mileny

- hlavní královskou korunu - vyrobenou roku 1908 z 20 karátového zlata, které tvoří čelenku a 10 oblouků, nahoře spojených zmenšeninou smaltového královského jablka se zlatým křížem, zlatá čelenka a oblouky jsou osázeny žlutými safíry;
- korunu královny Mileny - vyrobenou také roku 1908 ze 20 karátového zlata, mající červenou plyšovou čapku, vsazenou do zlaté čelenky s 5 věžičkami, osázenými smaragdy;
- 78 cm dlouhé královské žezlo - vyrobené rovněž roku 1908 ze zlata, na konci s křížem, osázeným drobnými perličkami;
- meč krále Nikoly I. - vyrobený roku 1897 se stříbrnou rukojetí, obal je kožený s kovovou špičkou, posetou stříbrem;
- černohorské královské jablko - vyrobené 1908, jedná se o modrou smaltovo-mramorovou kouli ve zlaté obruči s křížem;
- korunu korunního prince - vyrobenou v roce 1910 po vyhlášení království pro korunního prince Danila III.;
- královskou pečeť;
- korunku princezny Xenie - z roku 1912 pro královu nejmilejší dceru Xenii, vyrobenou ze stříbra a posázenou smaragdy a brilianty;
- korunu Štěpána Dušana - vyrobenou na přání srbského krále Štěpána IV. Dušana z kvalitní pevné kůže, lemovanou a posázenou perlami, drahokamy a miniaturami významným černohorských světců, patronů a panovníků. Nyní je uložena v klášteře v Cetinje;
- černohorský královský trůn - vyrobený v roce 1909 z dubového dřeva, zlatem lemovaný, nalakovaný a potažený sametem, plyší a ozdobený reliéfy.

Černohorské korunovační klenoty jsou uloženy v královském paláci Nikoly I. v Cetinje (kromě koruny Štěpána Dušana). 
Nejstarší z klenotů je koruna srbského krále Štěpána Dušana z roku 1331.